# Lijst van planetoïden 13401-13500
Dit is een lijst van planetoïden 13401-13500. Voor de volledige lijst zie de lijst van planetoïden.
| Naam                     | Voorlopige naamgeving | Datum ontdekking  | Ontdekker                                              |
| ------------------------ | --------------------- | ----------------- | ------------------------------------------------------ |
| (13401) -                | 1999 RA133            | 9 september 1999  | LINEAR                                                 |
| (13402) -                | 1999 RV165            | 9 september 1999  | LINEAR                                                 |
| (13403) Sarahmousa       | 1999 RJ167            | 9 september 1999  | LINEAR                                                 |
| (13404) Norris           | 1999 RT177            | 9 september 1999  | LINEAR                                                 |
| (13405) Dorisbillings    | 1999 ST1              | 21 september 1999 | G. W. Billings                                         |
| (13406) Sekora           | 1999 TA4              | 2 oktober 1999    | L. Šarounová                                           |
| (13407) Ikukomakino      | 1999 TF4              | 4 oktober 1999    | K. Watanabe                                            |
| (13408) -                | 1999 TF14             | 10 oktober 1999   | K. Korlević, M. Jurić                                  |
| (13409) -                | 1999 US               | 16 oktober 1999   | K. Korlević                                            |
| (13410) -                | 1999 UX5              | 29 oktober 1999   | CSS                                                    |
| (13411) OLRAP            | 1999 UO7              | 31 oktober 1999   | P. Antonini                                            |
| (13412) -                | 1999 UJ8              | 29 oktober 1999   | CSS                                                    |
| (13413) -                | 1999 UF9              | 29 oktober 1999   | CSS                                                    |
| (13414) -                | 1999 UN25             | 29 oktober 1999   | CSS                                                    |
| (13415) -                | 1999 UT25             | 29 oktober 1999   | CSS                                                    |
| (13416) -                | 1999 UX25             | 30 oktober 1999   | CSS                                                    |
| (13417) -                | 1999 VH6              | 5 november 1999   | T. Kobayashi                                           |
| (13418) -                | 1999 VO9              | 8 november 1999   | K. Korlević                                            |
| (13419) -                | 1999 VJ10             | 9 november 1999   | T. Kobayashi                                           |
| (13420) -                | 1999 VN10             | 9 november 1999   | T. Kobayashi                                           |
| (13421) Holvorcem        | 1999 VO12             | 11 november 1999  | C. W. Juels                                            |
| (13422) -                | 1999 VM19             | 10 november 1999  | K. Korlević                                            |
| (13423) Bobwoolley       | 1999 VR22             | 13 november 1999  | C. W. Juels                                            |
| (13424) Margalida        | 1999 VD24             | 8 november 1999   | R. Pacheco, A. López                                   |
| (13425) Waynebrown       | 1999 VG24             | 15 november 1999  | C. W. Juels                                            |
| (13426) -                | 1999 VA25             | 13 november 1999  | T. Kobayashi                                           |
| (13427) -                | 1999 VM25             | 13 november 1999  | T. Kobayashi                                           |
| (13428) -                | 1999 VC35             | 3 november 1999   | LINEAR                                                 |
| (13429) -                | 1999 VM35             | 3 november 1999   | LINEAR                                                 |
| (13430) -                | 1999 VM36             | 3 november 1999   | LINEAR                                                 |
| (13431) -                | 1999 VB37             | 3 november 1999   | LINEAR                                                 |
| (13432) -                | 1999 VW49             | 3 november 1999   | LINEAR                                                 |
| (13433) Phelps           | 1999 VP52             | 3 november 1999   | LINEAR                                                 |
| (13434) Adamquade        | 1999 VK58             | 4 november 1999   | LINEAR                                                 |
| (13435) Rohret           | 1999 VX67             | 4 november 1999   | LINEAR                                                 |
| (13436) Enid             | 1999 WF               | 17 november 1999  | T. Stafford                                            |
| (13437) Wellton-Persson  | 1999 WF8              | 28 november 1999  | Uppsala-DLR Asteroid Survey                            |
| (13438) Marthanalexander | 1999 XD86             | 7 december 1999   | LINEAR                                                 |
| (13439) -                | 2072 P-L              | 24 september 1960 | C. J. van Houten, I. van Houten-Groeneveld, T. Gehrels |
| (13440) -                | 2095 P-L              | 24 september 1960 | C. J. van Houten, I. van Houten-Groeneveld, T. Gehrels |
| (13441) -                | 2098 P-L              | 24 september 1960 | C. J. van Houten, I. van Houten-Groeneveld, T. Gehrels |
| (13442) -                | 2646 P-L              | 24 september 1960 | C. J. van Houten, I. van Houten-Groeneveld, T. Gehrels |
| (13443) -                | 2785 P-L              | 26 september 1960 | C. J. van Houten, I. van Houten-Groeneveld, T. Gehrels |
| (13444) -                | 3040 P-L              | 24 september 1960 | C. J. van Houten, I. van Houten-Groeneveld, T. Gehrels |
| (13445) -                | 3063 P-L              | 24 september 1960 | C. J. van Houten, I. van Houten-Groeneveld, T. Gehrels |
| (13446) -                | 3087 P-L              | 24 september 1960 | C. J. van Houten, I. van Houten-Groeneveld, T. Gehrels |
| (13447) -                | 4115 P-L              | 24 september 1960 | C. J. van Houten, I. van Houten-Groeneveld, T. Gehrels |
| (13448) -                | 4526 P-L              | 24 september 1960 | C. J. van Houten, I. van Houten-Groeneveld, T. Gehrels |
| (13449) -                | 4845 P-L              | 24 september 1960 | C. J. van Houten, I. van Houten-Groeneveld, T. Gehrels |
| (13450) -                | 6077 P-L              | 24 september 1960 | C. J. van Houten, I. van Houten-Groeneveld, T. Gehrels |
| (13451) -                | 6103 P-L              | 24 september 1960 | C. J. van Houten, I. van Houten-Groeneveld, T. Gehrels |
| (13452) -                | 6513 P-L              | 24 september 1960 | C. J. van Houten, I. van Houten-Groeneveld, T. Gehrels |
| (13453) -                | 6538 P-L              | 24 september 1960 | C. J. van Houten, I. van Houten-Groeneveld, T. Gehrels |
| (13454) -                | 6594 P-L              | 24 september 1960 | C. J. van Houten, I. van Houten-Groeneveld, T. Gehrels |
| (13455) -                | 6626 P-L              | 24 september 1960 | C. J. van Houten, I. van Houten-Groeneveld, T. Gehrels |
| (13456) -                | 6640 P-L              | 26 september 1960 | C. J. van Houten, I. van Houten-Groeneveld, T. Gehrels |
| (13457) -                | 6761 P-L              | 24 september 1960 | C. J. van Houten, I. van Houten-Groeneveld, T. Gehrels |
| (13458) -                | 4214 T-1              | 26 maart 1971     | C. J. van Houten, I. van Houten-Groeneveld, T. Gehrels |
| (13459) -                | 4235 T-1              | 26 maart 1971     | C. J. van Houten, I. van Houten-Groeneveld, T. Gehrels |
| (13460) -                | 1083 T-2              | 29 september 1973 | C. J. van Houten, I. van Houten-Groeneveld, T. Gehrels |
| (13461) -                | 1607 T-2              | 24 september 1973 | C. J. van Houten, I. van Houten-Groeneveld, T. Gehrels |
| (13462) -                | 2076 T-2              | 29 september 1973 | C. J. van Houten, I. van Houten-Groeneveld, T. Gehrels |
| (13463) Antiphos         | 5159 T-2              | 25 september 1973 | C. J. van Houten, I. van Houten-Groeneveld, T. Gehrels |
| (13464) -                | 1036 T-3              | 17 oktober 1977   | C. J. van Houten, I. van Houten-Groeneveld, T. Gehrels |
| (13465) -                | 1194 T-3              | 17 oktober 1977   | C. J. van Houten, I. van Houten-Groeneveld, T. Gehrels |
| (13466) -                | 2349 T-3              | 16 oktober 1977   | C. J. van Houten, I. van Houten-Groeneveld, T. Gehrels |
| (13467) -                | 2676 T-3              | 11 oktober 1977   | C. J. van Houten, I. van Houten-Groeneveld, T. Gehrels |
| (13468) -                | 3378 T-3              | 16 oktober 1977   | C. J. van Houten, I. van Houten-Groeneveld, T. Gehrels |
| (13469) -                | 3424 T-3              | 16 oktober 1977   | C. J. van Houten, I. van Houten-Groeneveld, T. Gehrels |
| (13470) -                | 3517 T-3              | 16 oktober 1977   | C. J. van Houten, I. van Houten-Groeneveld, T. Gehrels |
| (13471) -                | 4046 T-3              | 16 oktober 1977   | C. J. van Houten, I. van Houten-Groeneveld, T. Gehrels |
| (13472) -                | 4064 T-3              | 16 oktober 1977   | C. J. van Houten, I. van Houten-Groeneveld, T. Gehrels |
| (13473) Hokema           | 1953 GJ               | 7 april 1953      | K. Reinmuth                                            |
| (13474) Vʹyus            | 1973 QO1              | 29 augustus 1973  | T. M. Smirnova                                         |
| (13475) Orestes          | 1973 SX               | 19 september 1973 | C. J. van Houten, I. van Houten-Groeneveld, T. Gehrels |
| (13476) -                | 1974 QF               | 16 augustus 1974  | Felix Aguilar Observatory                              |
| (13477) -                | 1975 VW5              | 5 november 1975   | L. I. Chernykh                                         |
| (13478) Fraunhofer       | 1976 DB1              | 27 februari 1976  | F. Börngen                                             |
| (13479) -                | 1977 TO6              | 8 oktober 1977    | L. I. Chernykh                                         |
| (13480) Potapov          | 1978 PX3              | 9 augustus 1978   | N. S. Chernykh, L. I. Chernykh                         |
| (13481) Aubele           | 1978 VM11             | 6 november 1978   | E. F. Helin, S. J. Bus                                 |
| (13482) -                | 1979 HN5              | 25 april 1979     | N. S. Chernykh                                         |
| (13483) -                | 1980 SF               | 16 september 1980 | Z. Vávrová                                             |
| (13484) -                | 1981 EA16             | 1 maart 1981      | S. J. Bus                                              |
| (13485) -                | 1981 QJ3              | 25 augustus 1981  | H. Debehogne                                           |
| (13486) -                | 1981 UT29             | 24 oktober 1981   | S. J. Bus                                              |
| (13487) Novosyadlyj      | 1981 VN               | 2 november 1981   | B. A. Skiff                                            |
| (13488) Savanov          | 1982 TK1              | 14 oktober 1982   | L. G. Karachkina                                       |
| (13489) Dmitrienko       | 1982 UO6              | 20 oktober 1982   | L. G. Karachkina                                       |
| (13490) -                | 1984 BZ6              | 26 januari 1984   | E. Bowell                                              |
| (13491) -                | 1984 UJ1              | 28 oktober 1984   | A. Mrkos                                               |
| (13492) Vitalijzakharov  | 1984 YE4              | 27 december 1984  | L. G. Karachkina                                       |
| (13493) -                | 1985 PT               | 14 augustus 1985  | E. Bowell                                              |
| (13494) -                | 1985 RT               | 14 september 1985 | E. Bowell                                              |
| (13495) -                | 1985 RD3              | 6 september 1985  | H. Debehogne                                           |
| (13496) -                | 1985 RF3              | 6 september 1985  | H. Debehogne                                           |
| (13497) Ronstone         | 1986 EK1              | 5 maart 1986      | E. Bowell                                              |
| (13498) -                | 1986 PX               | 6 augustus 1986   | E. W. Elst, V. G. Ivanova                              |
| (13499) Steinberg        | 1986 TQ5              | 1 oktober 1986    | CERGA                                                  |
| (13500) Viscardy         | 1987 PM               | 6 augustus 1987   | CERGA                                                  |